# Panenský Týnec
Panenský Týnec (německy Jungferteinitz) je městys nacházející se u jižního okraje okresu Louny a Ústeckého kraje. Katastrální území obce má rozlohu 612,606 ha a Panenský Týnec je členem Mikroregionu Perucko. První písemná zmínka o obci pochází z roku 1115. V městysu žije 449 obyvatel.

## Historie
První písemná zmínka o Panenském Týnci pochází z roku 1115, ale archeologické vykopávky dosvědčují dřívější prehistorické osídlení. Název Týnec je odvozen ze slova otýnění neboli opevnění, termín Panenský je odvozen z názvu řeholních panen klášterního řádu klarisek. S dřívějším klášterem klarisek sousedí nedostavěný gotický chrám a barokní zvonice, které jsou zdejší významnou turistickou atrakcí a také vyhledávaným místem psychotronické léčby pro údajný zdroj pozitivní energie.
Od 10. října 2006 byl obci vrácen status městyse.

## Části městyse
Od 1. ledna 1981 do 23. listopadu 1990 k městysu patřila vesnice Bedřichovice.

## Obyvatelstvo
| Rok            | 1869 | 1880 | 1890 | 1900 | 1910 | 1921 | 1930 | 1950 | 1961 | 1970 | 1980 | 1991 | 2001 | 2011 | 2021 |
| -------------- | ---- | ---- | ---- | ---- | ---- | ---- | ---- | ---- | ---- | ---- | ---- | ---- | ---- | ---- | ---- |
| Počet obyvatel | 799  | 850  | 772  | 787  | 752  | 715  | 657  | 492  | 500  | 469  | 425  | 378  | 378  | 378  | 415  |
| Počet domů     | 124  | 128  | 128  | 141  | 148  | 150  | 154  | 164  | 151  | 150  | 137  | 164  | 167  | 179  | 185  |

## Průmysl
V městysu měla ústecká firma Svep vybudovat na místě bývalého kravína na okraji obce bioplynovou elektrárnu. Místní obyvatelé toto ale v referendu konaném v listopadu 2007 poměrem 152 ku 26 hlasů odmítli. Hlasování se zúčastnilo 76 % oprávněných voličů a referendum tak bylo platné. Hlavním důvodem, proč občané elektrárnu odmítli, byl strach ze zápachu, který firma odmítla kvůli podzemnímu řešení elektrárny.

## Doprava
Jižně od Panenského Týnce prochází dálnice D7 (Praha-Chomutov), úsek byl dokončen na konci roku 2021, dále tu vede silnice II/607 do Sulce a silnice III. třídy do Úherec, Hořešoviček a Vrbna nad Lesy.
Severně od jádra městyse se nachází letiště Panenský Týnec (LKPC).

## Kultura
V letech 2010 až 2013 se na letišti v Panenském Týnci konal letní hudební festival Open Air Festival, který byl vystřídán v roce 2018 Aerodrome Festivalem. Na letišti se pořádají také automobilové tuningové srazy Carwars Opening.

## Pamětihodnosti

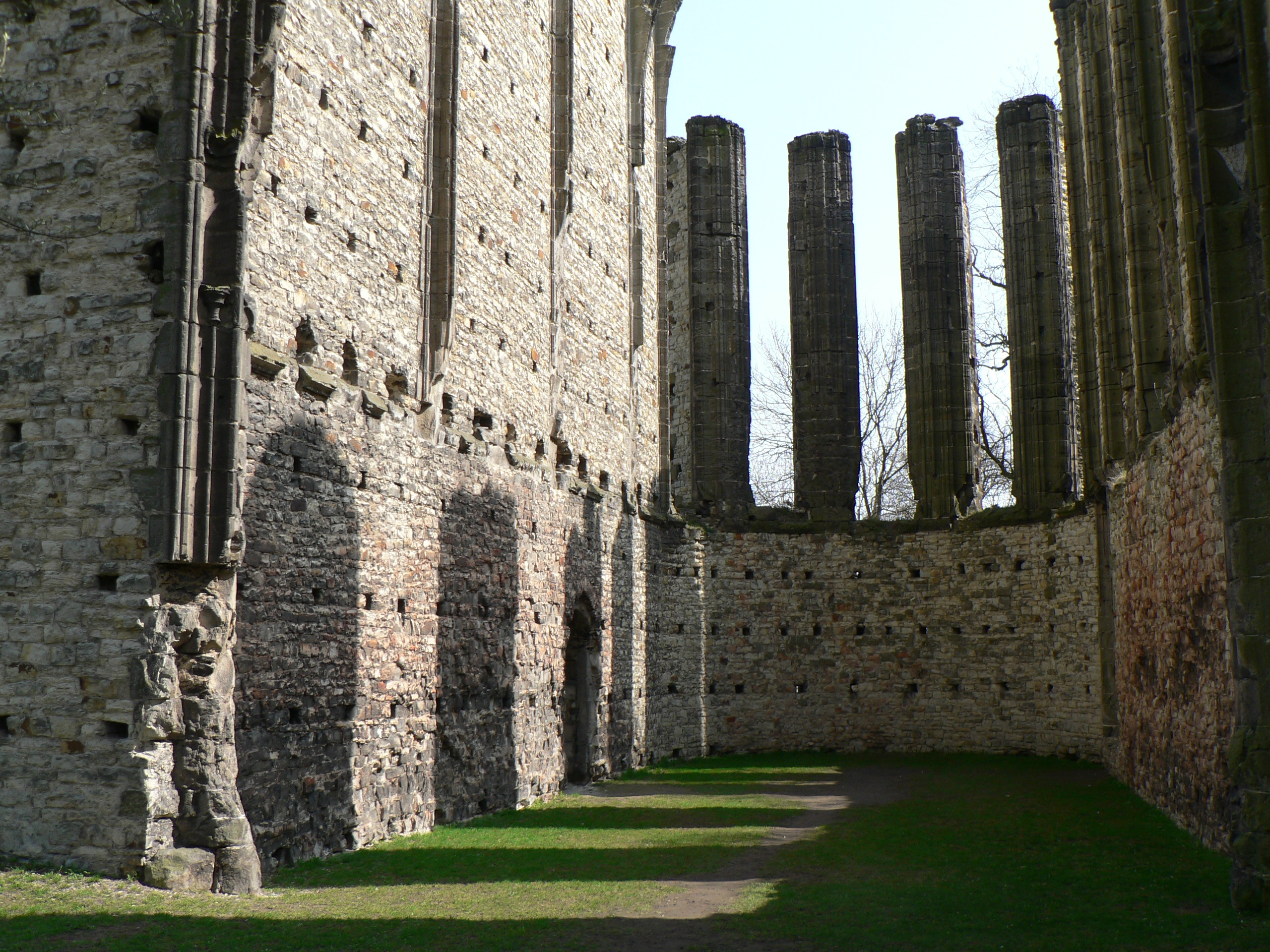
Nedostavěný klášterní kostel

- Uprostřed městečka stojí areál bývalého kláštera klarisek s nedostavěným gotickým kostelem Panny Marie. Po zrušení kláštera byly jeho budovy v první polovině devatenáctého století upraveny na zámek.[11]
- Kostel svatého Jiří (původní kostelík založen zřejmě kolem roku 1312, později přistavěn)
- Milník na cestě do Loun nově v roce 2006 opravený s dotací od firmy T-Mobile[12]
- Kaplička svatého Jana Nepomuckého
- na hřbitově – hrob botanika, objevitele, cestovatele, vynálezce Benedikta Roezla (na Karlově nám. v Praze má pomník)
- na hřbitově – klasicistní empírová hrobka rodiny Tuscanyů z roku 1800[13]
- základní škola z roku 1936[13], odborné učiliště a praktická škola od roku 2015[14]

## Osobnosti
- Bronislav Bechyňský (1962–2011), střelec, mistr světa v brokové disciplíně skeet a trenér
- František Benda (1900–1984), kněz
- Zbyněk Roušar (1908–1979), vojenský pilot a diplomat[15]
- Rudolf Štech (1858−1908), architekt a stavitel

## Galerie

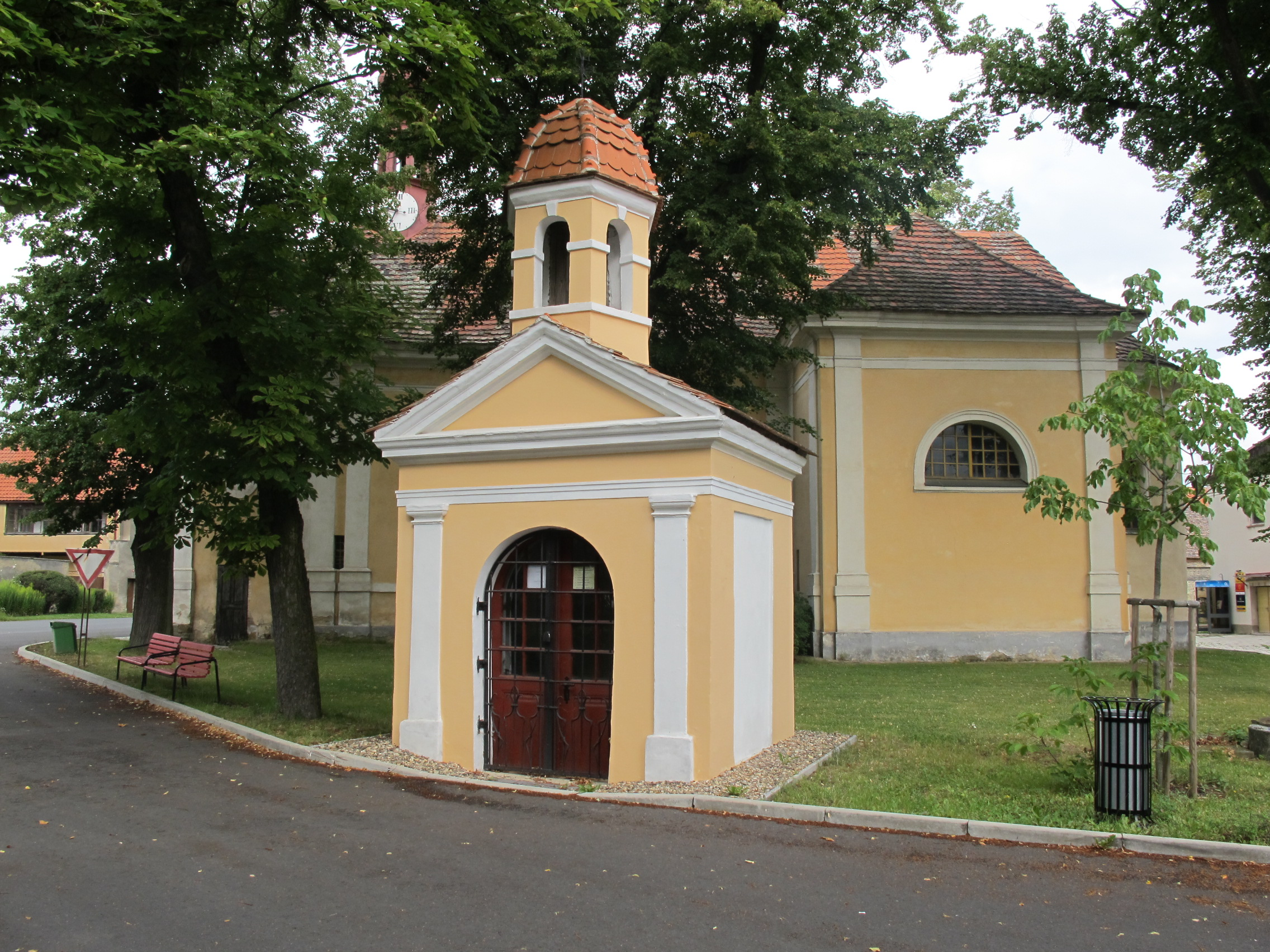
Kaple svatého Jana Nepomuckého na návsi
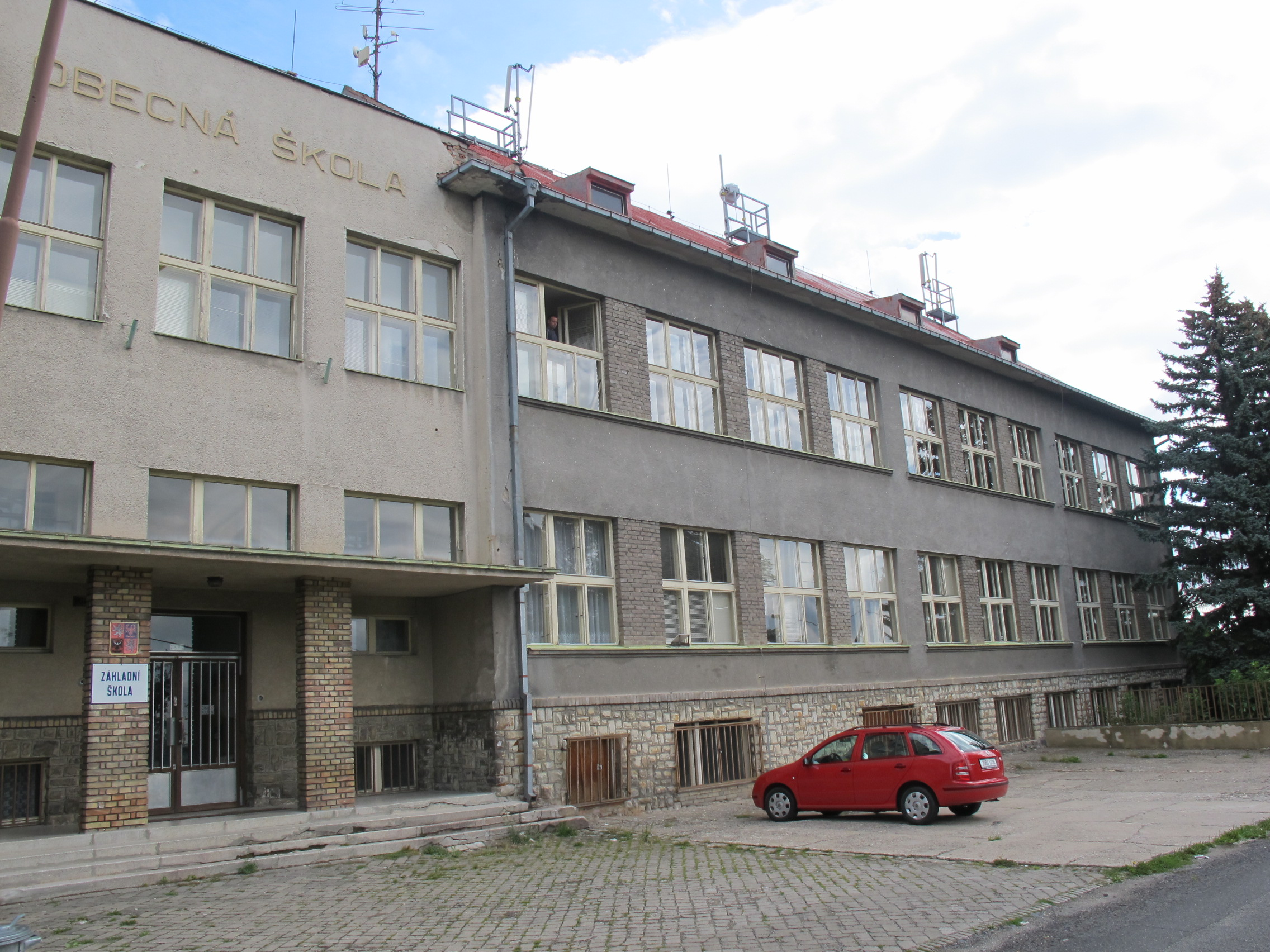
Škola z roku 1936
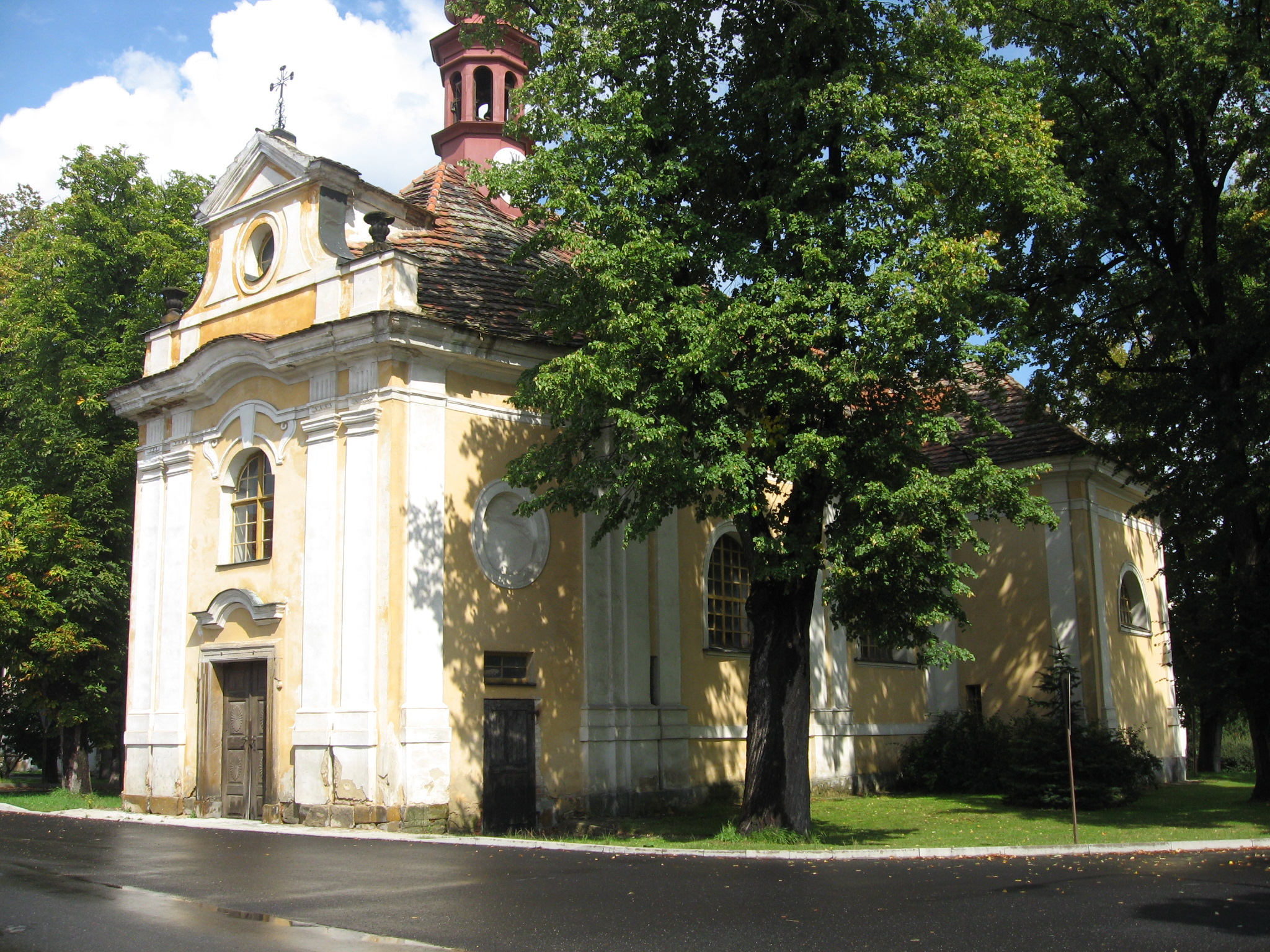
Barokní kostel svatého Jiří na návsi
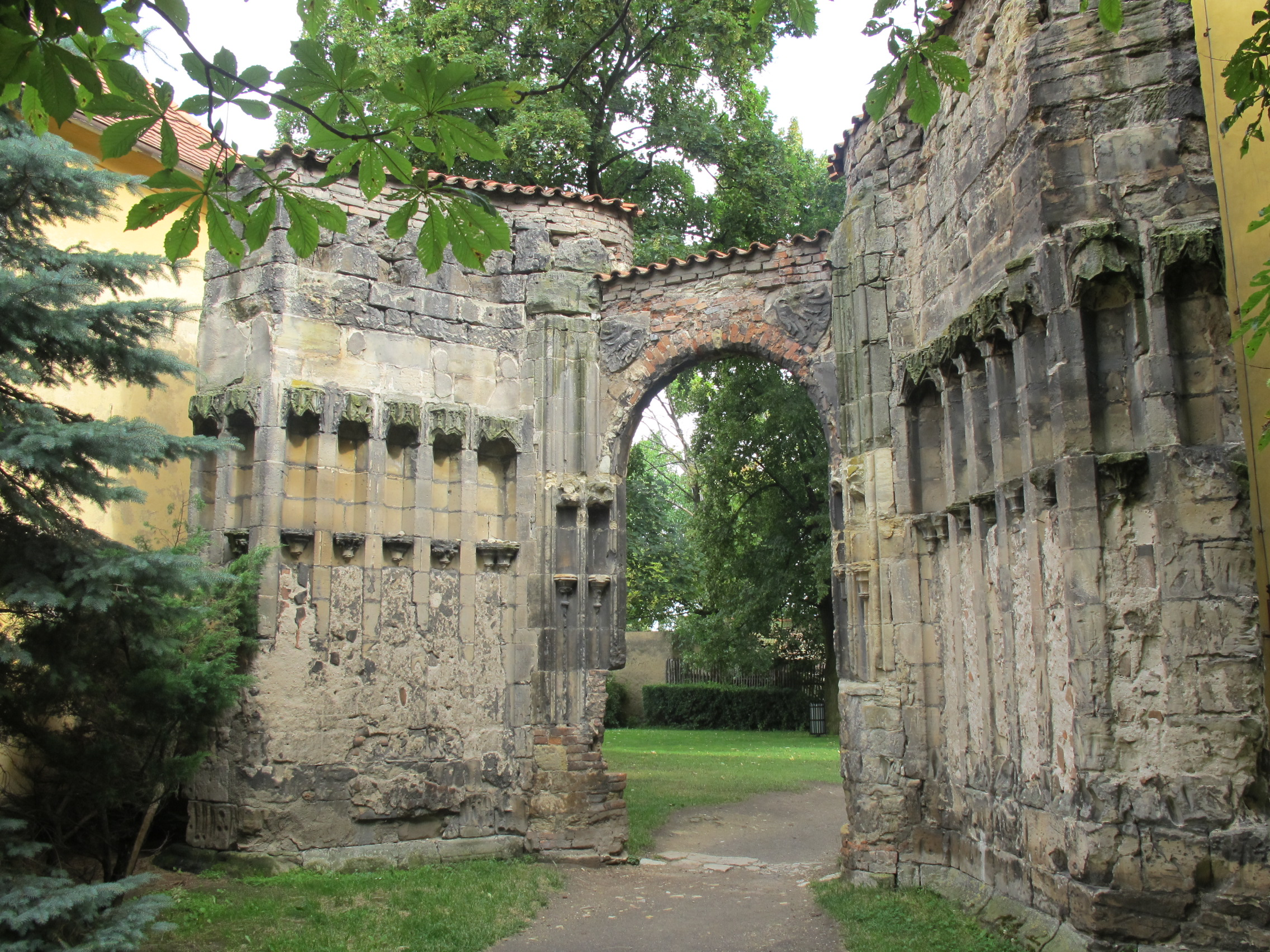
Portál nedostavěného klášterního kostela
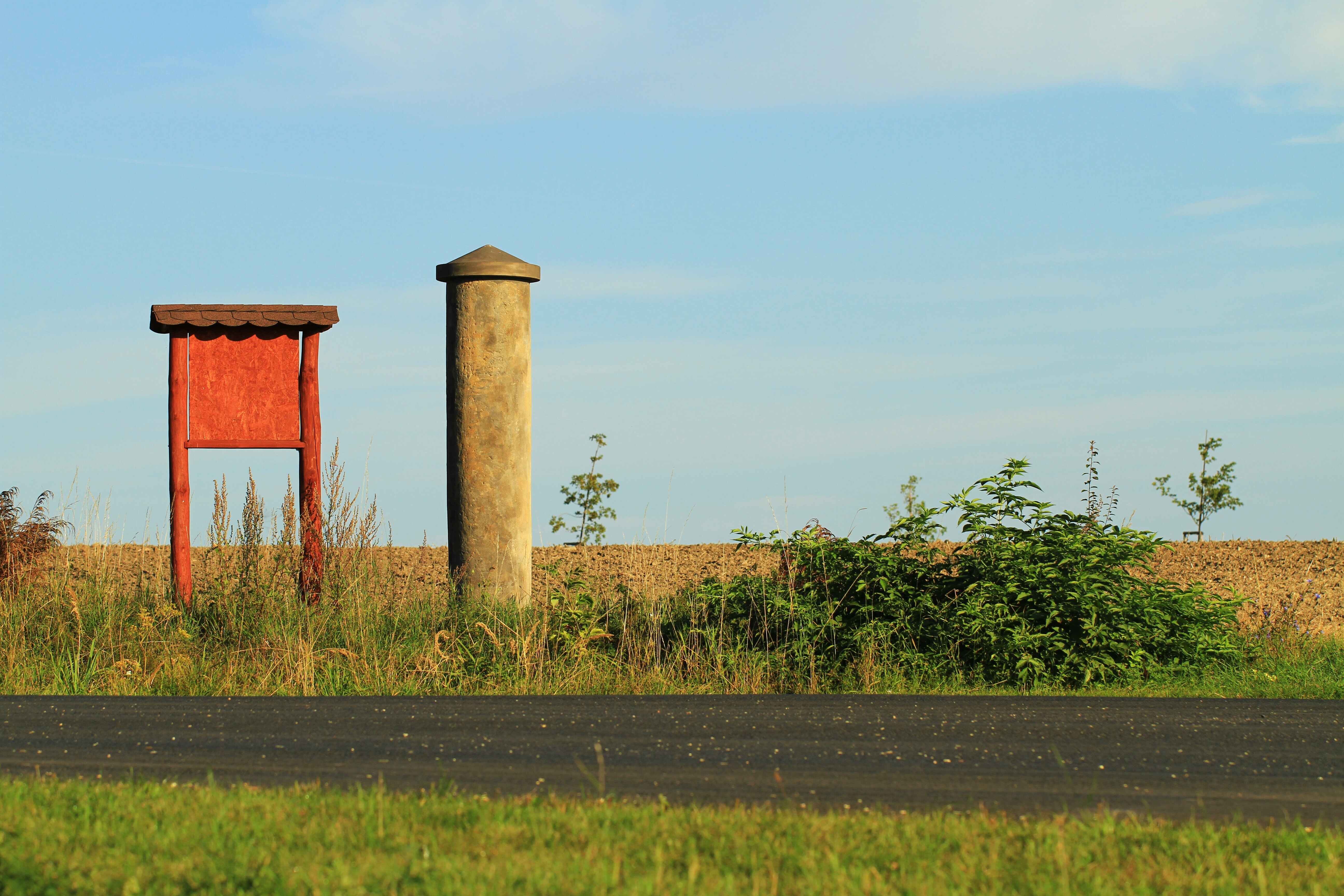
Milník na cestě do Loun